# Salló István
Salló István (Csíkzsögöd, 1932. március 3. – Tatabánya, 2003. szeptember 30.) magyar szobrász, író, közéleti személyiség, az 1960–70-es években Csíkszereda kulturális életének egyik meghatározó egyénisége.

## Életpályája
„Salló István vésője – a Hargita erdeit vágó – székelyek arcélét, alakját bontogatja jó izzel – az anyagszerűség mértéktartó alkalmazásával. E vidék emberének erőteljes, balladázó kedvét keresve hatol a fába – és egyéni izű világot teremt, ahol minden forma és minden vésőnyom népies tömörséggel adja vissza az alkotó elképzeléseit.” (Kovács Dénes)
Csíkzsögödön született, gyermekkora a világháború, a menekülések és a változások viharában telt el. Középiskolai tanulmányait a csíkszeredai gimnáziumban végezte, majd a Csíksomlyói Tanítóképzőben pedagógiai oklevelet szerzett.
1951–1959 között Gyimesközéplokon, Csíkszentimrén és Csíkdánfalván tanított. Fiatalon lett a Hargita megyei művelődési élet szervezője, majd 1959-től a Csík rajoni Művelődési Ház vezetője. A népi kultúra megmentésén fáradozó művészek és művészeti közösségek körében dolgozott. Szellemi mesterei az építész-író Kós Károly, a festő Nagy Imre, a szobrász Szervátiusz Jenő voltak.
1968–1978 között a Hargita Megye Népi Alkotások Házának volt igazgatója. Munkatársaival a kisebbségi sors engedte lehetőségek teljes kihasználásával küzdött a székely népi hagyományok feltárásán, közreadásán és megmentésén. Irányításával népi színjátszó csoportok, tánccsoportok, népi zenekarok, énekesek és szavalók tevékenykedtek. Az alkotó népművészek számára rendszeresen kiállításokat szervezett. Néprajzi kiadványok megjelentetését támogatta és szerkesztette. 1978-ban jelent meg a Kardalus Jánossal közösen összeállított album, a Kapuk és kerítések Hargita megyében, amely a hajdani Csíkszék és Udvarhelyszék fafaragó mesterségének és művészetének gazdag bemutatása.
Irodalmi munkásságában kisregények, elbeszélések, gyermekversek, mesék és népi színművek szerepelnek, ugyanakkor szakcikkei jelentek meg újságokban és művelődési folyóiratokban.
A Márton Áron Főgimnázium himnusza, valamint a csíkszeredai jégkorongozók indulója a Hajrá fiúk! című hokihimnusz szövegének szerzője.
Kora ifjúságától minden szabadidejét a szobrászatnak szentelte, a kezdeti nehézségekről így vall:
„Készségeim és vágyaim hiába vonzottak a művészi pályára, ez az erdélyi végeken elérhetetlennek tűnt. A gyimesi csángók tanítójaként viszont végtelen tere nyílt az önképzésnek, a minden szabadidőt kitöltő faragásnak.”
Első művészi sikere a katonaságához kapcsolódik. 1954-ben a katona-művészek országos pályázatán harmadik díjjal tüntették ki. Szabadiskolákban ismerkedett meg a szobrászattal. Mint fafaragó, témáit a székely nép életéből és balladavilágából merítette. Fa domborművein történelmi témák, irodalmi művek, népköltészeti emlékek elevenednek meg, amelyek általában keretbe foglalt aprólékos kidolgozottságú alkotások.
„Alakjaim, legyenek vesztett vagy győztes csaták, népballadák hősei, legyenek bár hétköznapi kenyérkereső apák, kenyérszelő asszonyok, neves vagy névtelen őseink, ők az emberélet világfájának gyökerei. Valamennyien e fa alatt élünk. Úgy érzem a sors bízta rám, hogy e gyökeret mindannyiunk gazdagodására vésőmmel bontogassam”.
1958-tól rendszeresen kiállító művész volt. Munkái több közös és egyéni tárlaton szerepeltek. Jelentős részük múzeumokba, művelődési házakba, iskolákba, könyvtárakba és magángyűjteménybe került.
1978-ban telepedett át Tatabányára. Művészetét Magyarországon elismerték, 1987-ben Csorna város díszpolgárává avatták. Több kiállításon is részt vett, számos domborművét, domborműsorozatát helyezték el közösségi épületek belső terein, illetve emlékoszlopát, kapuját állították fel köztéren.
Az Árpád-házi királyokról készült dombormű-sorozata a magyar múlt megismerése felé irányít. A 23 király képmását ábrázoló alkotást a tatabányai városháza dísztermében helyezték el.
2000-ben a millennium évében, a magyar keresztény királyság ezeréves évfordulójára készült el a Szent Koronát felajánló Szent Istvánt és a gyermek Jézust karján tartó Máriát ábrázoló alkotása.
Salló István 2003. szeptember 30-án hunyt el Tatabányán. Életéről, munkásságáról készített portréfilmet Jánosi Antal rendező, Fába álmodott ezer évünk címmel.

## Díjai, elismerései
- 1954 Országos III. díj, Bukarest
- 1981 Országos Fődíj, Budapest
- 1987 Komárom megye Művészeti Díja
- 1987 Csorna város díszpolgára
- 2000 Tatabánya MJ Város Ezüst Turul Díj

## Művei

### Irodalmi alkotásai, cikkei, tanulmányai
- Abrakolt szenvedély. Kisregény. 1970.
- Az énlaki közművelődés száz éve. Balázs Lajossal In. Művelődés. Bukarest, 1972/2
- Nagyapó pipája. Mesék. Bukarest, 1974.
- Három vidám színjáték. Bukarest, 1974.
- Fekete ribiszke. Színmű. Csíkszereda, 1974.
- Mézesmadzag. Színmű. Csíkszereda, 1974.
- Az okos farkas. Gombavári történet. Bábszínművek. Csíkszereda, 1978.

### Néprajzi kiadványa
- Kapuk és kerítések Hargia megyében. Kardalus Jánossal közösen összeállított album, Csíkszereda, 1977.

### Fontosabb művészeti alkotásai
- Árpád-házi királyok
- Árvíz balladája
- Bartók: Cantata Profana
- Don-Kanyar
- Erdőben I.
- Erdőben II.
- Énekes madár
- Fellner Jakab-portré
- Furulyás
- Illyés Gyula
- Júlia Szép leány, székely népballada
- Kádár Kata
- Kaszás
- Kodály: Székely fonó
- Madéfalva, 1764
- Kőműves Kelemen
- Öreg székely pár
- Öregek
- Párok
- Portré
- Segélykiáltás
- Széchenyi-portré

### Köztéri művei
- Domborműveit, domborműsorozatait helyezték el közösségi épületek belső tereiben (Budapest, Csopak, Csorna, Kisbér, Tata, Tatabánya).
- Emlékoszlopait, kapuit állították fel köztereken (Diósd, Komárom, Kőszeg, Sátoraljaújhely, Tatabánya, Tiszadob).
- 1989-ben helyezték el Tatabánya Főterén az 1956-os emlékoszlopot.
- 1990-ben Aradi Vértanuk emlékoszlopa Tatabánya, Herman Ottó Ált. Isk. udvara
- 1990 Szent István Akna emlékműve Brennbergbánya
- 1991-ben állították fel Bánhidán a Fieba János emlékoszlopot.
- 1991-ben avatták fel a bánhidi 1848-49-es Forradalom és Szabadságharc emlékoszlopot.

### Művei közgyűjteményekben
- Balassa Bálint Múzeum, Esztergom
- Tatabányai Múzeum, Tatabánya

## Kiállítások

### Egyéni kiállítások
- 1971 Csíkszereda, Székelykeresztúr
- 1972 Székelyudvarhely
- 1973 Gyergyószentmiklós
- 1979 Tatabánya, Debrecen
- 1980 Csorna
- 1987 Tatabánya
- 1989 Celldömölk
- 1991 Tarján
- 1992 Tardosbánya
- 1993 Tatabánya
- 1994 Tatabánya
- 2000 Árpád-házi királyok, Budapest, Vármegye Galéria
- 2000 Győr

### Csoportos kiállítások
- 1958 Csík rajoni művészek kiállítása, Csíkszereda
- 1960 Tartományi Tárlat, Marosvásárhely
- 1969 Hargita Megye művészeinek kiállítása, Csíkszereda
- 1980 Faszobrászok Országos Tárlata, Budapest
- 1980-tól Komárom-Esztergom megyei, tatabányai képzőművészek kiállításai, Tatabánya, Tata, Esztergom, Budapest
- 1984 Katonaművészek Tartományi Tárlata, Brassó